# 울산 구 상북면사무소
울산 구 상북면사무소(蔚山 舊 上北面事務所, 영어: Former Sangbuk-myeon Office, Ulsan)는 울산광역시 울주군 상북면에 있는 일제강점기의 건축물이다. 2004년 9월 4일 대한민국의 국가등록문화재 제102호로 지정되었다.

## 현지 안내문
- 한식 와가에 일식 목조건축양식이 절충된 형태로 일제시대 목조 관공서 건축의 구조와 형식을 잘 나타냄.

- 1932년 천남의 상남면과 천북의 하북면이 통합(1928년)된 상북면의 면사무소로 준공

- 1947년에 회의실(60㎡), 1976년에 민원실(70㎡)을 증축했으며, 그 후에도 식당과 서고, 차고, 농민상담소 등을 증축

- 2001년 7월 상북면사무소의 신청사가 완공된 후 방치되었다가 2003년부터 상북면 주민자치센터로 활용

- 상북면사무소 건축 당시 울산에 이러한 유형의 건축물이 여러 동 있었으나 현재까지 남아 있는 것은 이 건물이 유일함.

- 1985년 개보수(주로 내부), 외부 창은 모두 알루미늄 새시창으로 개변됨.

- 1990년부터 2000년까지 6주(柱)의 기둥을 교체.

- 2003년 주민자치센터(체력단련실)로 사용하기 위해 천장, 실내바닥, 내벽 등 개조

## 문화재 지정 사유
1932년 울산지역의 상북면 면사무소로 건립된 정면 7칸, 측면 4칸의 한식 목조 기와집으로 일식 건축 양식이 가미된 형태를 갖고 있다. 당시의 목조 건축의 형식과 구조를 잘 보여주고 있을 뿐 아니라 지역의 근대사와 주민의 애환을 담고 있는 상징적인 건물이라는 점에서 그 가치를 느낄 수 있다.

## 같이 보기
- 상북면

## 참고 자료
- 울산 구 상북면사무소 - 국가유산청 국가유산포털